# Parafia św. Piotra (kościelna) na Dominice
Parafia św. Piotra Apostoła w Colihaut (ang. Saint Peter Parish) – jedna z parafii we Wspólnocie Dominiki, w  diecezji Roseau.